# Indium(III)-szulfát
Az indium (III)-szulfát (In2(SO4)3) egy vegyület. Indium-oxid vagy indium-karbonát és kénsav reakciójával keletkezik.
Az indium(III) oxidálószer, ezért nem szabad alumínium- vagy magnéziumporral érintkeznie, mert reagál velük.

## Fordítás
Ez a szócikk részben vagy egészben  az   Indium(III) sulfate című angol Wikipédia-szócikk fordításán alapul.  Az eredeti cikk szerkesztőit annak laptörténete sorolja fel. Ez a jelzés csupán a megfogalmazás eredetét és a szerzői jogokat jelzi, nem szolgál a cikkben szereplő információk forrásmegjelöléseként.